# George Daniels (relojero)
George Daniels  (Londres, 19 de agosto de 1926 - Isla de Man, 21 de octubre de 2011) fue un relojero y escritor británico. Inventor en la década de 1970 del escape coaxial para relojes de pulsera y de bolsillo (fabricado industrialmente por la casa suiza Omega desde 1999), fue reconocido con la Orden del Imperio Británico en 1982.

## Semblanza

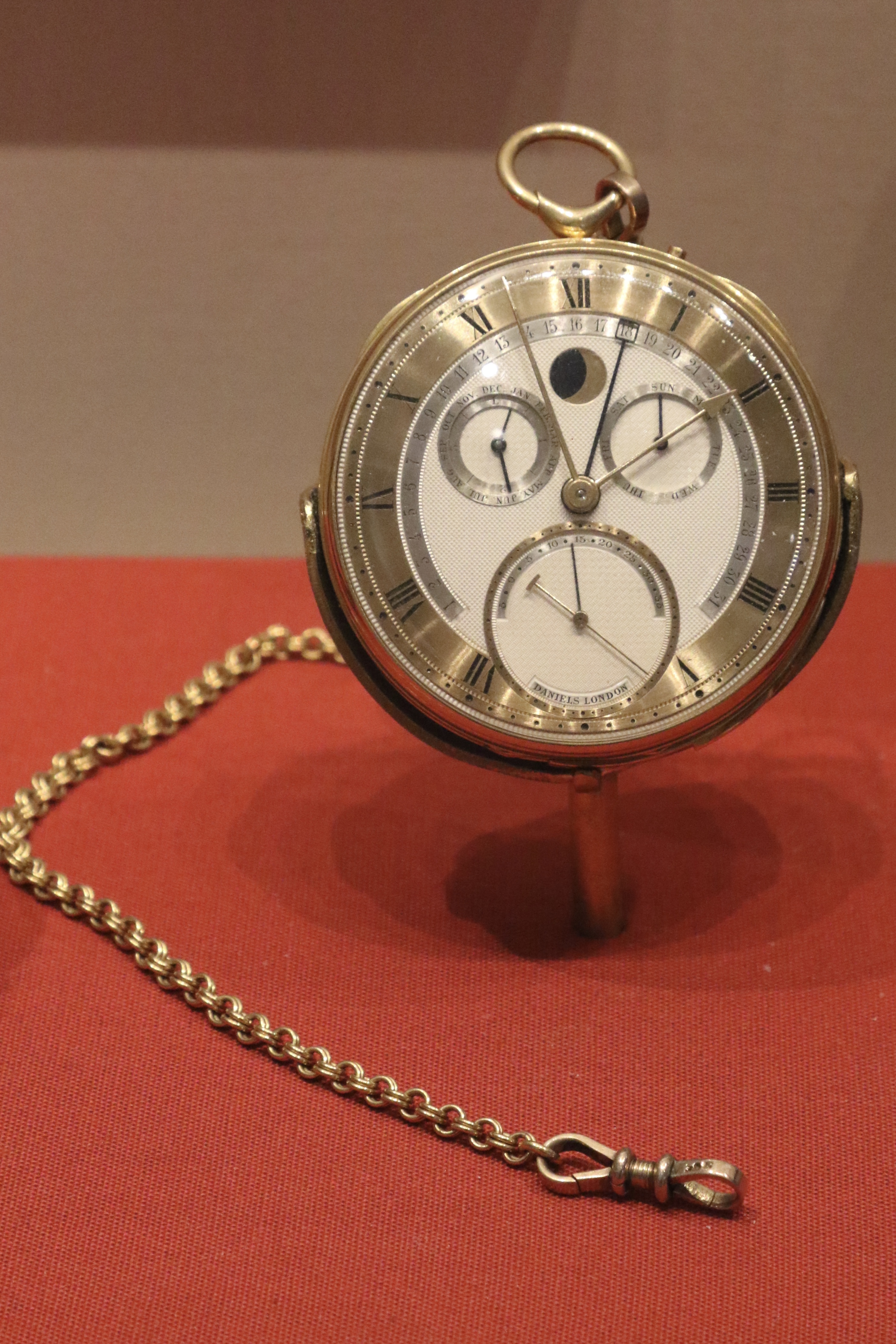
Reloj "Grand Complication" de Daniels

Escape coxial

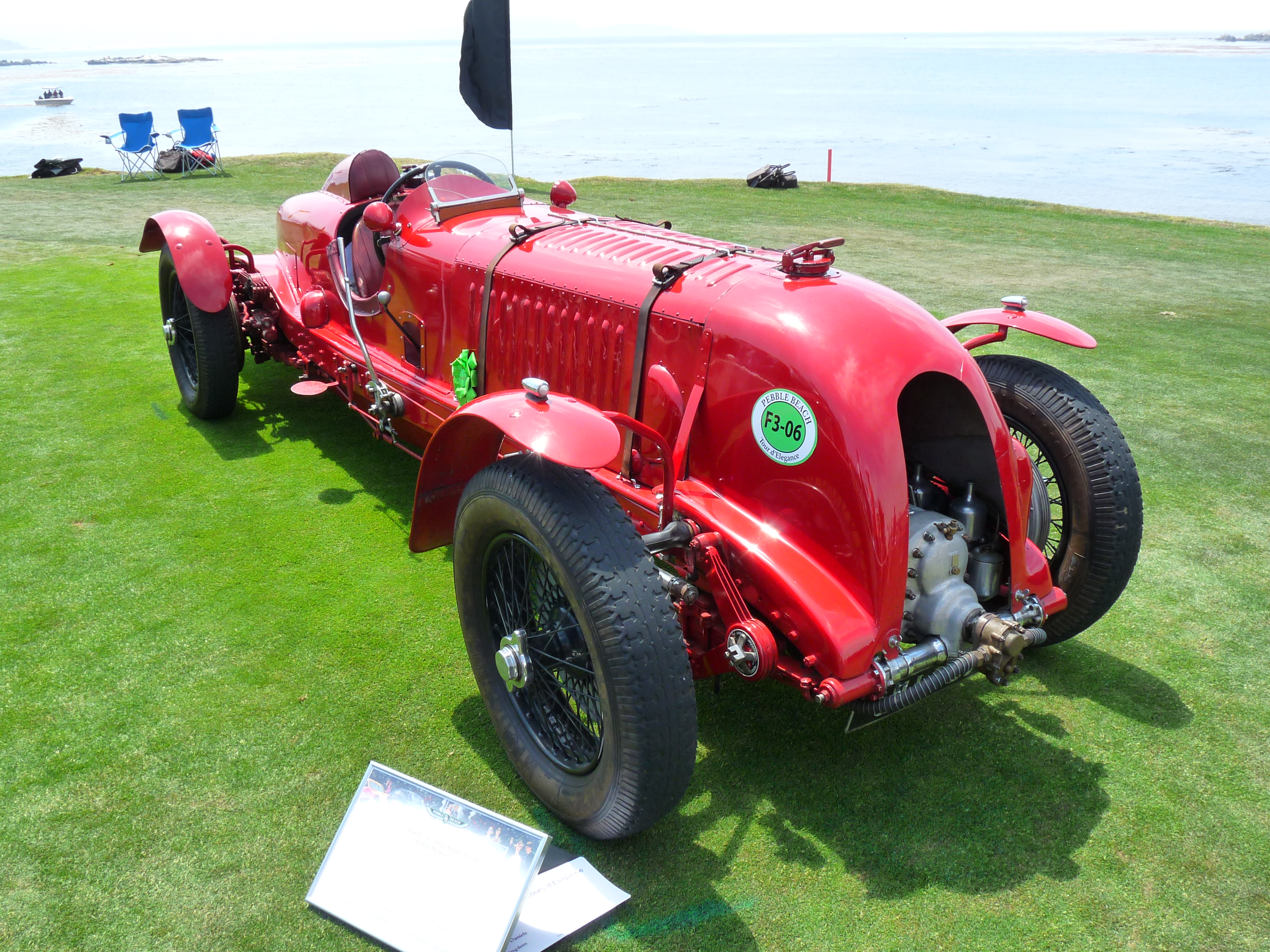
El antiguo Bentley monoplaza rojo de Daniels (originalmente, pilotado por Sir Henry "Tim" Birkin), conocido como "Bentley Blower No.1" o "Brooklands Battleship", mostrado en el Concurso de Elegancia de Pebble Beach de 2009

Daniels provenía de una familia de escasos recursos económicos. Fascinado por los relojes mecánicos desde temprana edad, aprendió por sí mismo a repararlos. Dejó la escuela a los 14 años, pero no pudo comenzar su formación como relojero por motivos económicos. Hasta su llamamiento a filas en 1944 durante la Segunda Guerra Mundial, se ganó la vida realizando diversos pequeños trabajos. Durante su servicio militar en Oriente Medio, entre otras cosas, reparó los relojes de sus camaradas, lo que le animó a dedicarse por completo a la relojería después de la guerra. Tras estudiar relojería en cursos nocturnos y encontrar trabajo como relojero, se convirtió en asociado del Instituto Horológico Británico. Posteriormente abrió su propia relojería y se dedicó a restaurar relojes antiguos.
A través de Sam Clutton, un amigo coleccionista de relojes, conoció al maestro relojero francés Abraham Louis Breguet. El entusiasmo por la obra de toda una vida de Breguet no solo le llevó a escribir un libro sobre sus relojes de bolsillo, sino también a tomar la decisión de diseñar su propio reloj. Comenzó a trabajar en su primer reloj de bolsillo en 1967 y tardó dos años en completarlo. Daniels se lo vendió a Clutton en 1969 por 1.900 libras esterlinas. Otros relojes de bolsillo los fabricó enteramente a mano, asegurándose siempre, como Breguet, de nunca construir dos relojes idénticos. Trabajó intensamente en la solución del problema de lubricación en los mecanismos de escape, viendo la manera de evitar las desviaciones en la medición del tiempo provocadas por los cambios de temperatura en el lubricante. En la década de 1970 inventó el escape coaxial, que no requiere lubricación, y lo patentó en 1980. Pero no fue hasta 1994 que pudo convencer a un fabricante de relojes, la casa suiza Omega, para que produjera en masa su escape. En 1999, la serie de relojes de pulsera “Omega De Ville” apareció por primera vez con un escape coaxial.
Daniels dio conferencias sobre relojería antigua y contemporánea en la Universidad de Harvard, en la Sociedad Filosófica de Cambridge, en el Instituto Horológico Británico y en el Instituto Estadounidense de Relojeros. Fue miembro del Instituto Británico de Relojería y de la Venerable Compañía de Relojeros (fundada en 1631). En 1979/1980 fue presidente de ambas organizaciones.
El reloj de bolsillo hecho a mano por Daniels para Sam Clutton, se vendió por unos 250.000 dólares en una subasta en Estados Unidos.
En julio de 2006, en honor a su 80 cumpleaños, la casa de subastas Sotheby's de Londres le dedicó una retrospectiva y organizó una exposición de 36 de los relojes, dibujos y otras obras de Daniel hechos a mano.

## Reconocimientos
- Daniels era miembro honorario de la Academia Relojera de Creadores Independientes (AHCI).[4]
- La Universidad de la City de Londres le otorgó un doctorado honoris causa.
- Recibió otros premios, incluida la Medalla de Oro Tompion de 1980 de la Venerable Compañía de Relojeros,[5] la Medalla de Oro del Instituto Británico de Relojería, la Medalla de Oro de la Ciudad y los Gremios de Londres, el premio Arte, Ciencia y Aprendizaje de la Ciudad de Londres y la Medalla Victor Kullberg del Gremio de Relojeros de Estocolmo.
- En 1982 fue nombrado miembro  de la Orden del Imperio Británico. En 2010 se le concedió el grado de Comandante.[6]

## Publicaciones
- Relojes, B. T. Batsford Ltd., Londres 1965, ISBN 978-0-670-75076-4.
- Relojes ingleses y americanos, 1966.
- El arte de Breguet, Sotheby Parke Bernet, Londres 1974, ISBN 0-85667-004-9.
- La obra de Abraham-Louis Breguet, 1976. Catálogo de la exposición de Breguet en el Musée International d'Horlogerie de La Chaux-de-Fonds.
- Relojes. Una historia completa de la tecnología y el desarrollo del reloj, Sotheby Parke Bernet, Londres 1979, ISBN 0-85667-058-8.
- Con Cecil Clutton: Relojes de la colección de la Venerable Compañía de Relojeros, Londres 1980.
- Relojería, Sotheby's, Londres 1981, ISBN 0-85667-150-9.
- Relojes: colección Salomon, Sotheby Parke Bernet, Londres 1983, ISBN 0-85667-074-X.
- El escape práctico del reloj, Isla de Man (Reino Unido), 1994
- Todo a su debido tiempo: reflexiones de un relojero, Isla de Man (Reino Unido), 2000 (autobiografía)